# Thurland
Thurland este o comună din landul Saxonia-Anhalt, Germania.